# 我要做廚神 (美國版)
《廚神當道》（英語：MasterChef）是美國一個烹飪實境秀的電視節目，由Reveille Productions製作（2012年起改由Shine America製作，2015年起改由Endemol Shine North America製作至今），目前主持人為戈登·拉姆齊、喬·巴斯提亞尼許、亞倫·桑切斯，於2010年在美國的福斯網絡首播，其後在香港的明珠台、新加坡、斯洛文尼亞等地播出，在台灣由FOX代理播出。

## 劇情

### 預賽
由若干選手以分組形式進行，他們會於30至45分鍾限時內自製一道菜色給評審們品嚐，每一組選手們如有符合其中一名評審的標準，該評審就會給予選手圍裙以示該名選手可入圍正式比賽圈。

### 正賽

#### 神秘盒挑戰賽
是預賽之後常見的正式比賽，通常安排在比賽選手人數是單數的時候。比賽一開始，參賽者的桌上會有一個木盒子，木盒內容即是神秘盒挑戰賽的題目，可能是食材，也可能是特定的烹調器具或烹調技巧。在烹調進行時，評審們會隨意走動觀看並了解各人烹調的狀況。限時結束後，評審們會決定他們想品嚐的幾名選手的名字，之後更會叫這幾名選手親自送上菜色來給評審們品嚐。
評審們經過商討後會選出第一名，這名選手將擁有巨大的優勢。一般來說，優勢是挑選落敗選手需於淘汰挑戰賽中使用的主要食材，有時候是為自己挑選食材。挑選食材不但可以打擊所有選手，對特定選手的選擇更可能造成奇效而使之淘汰。
自第四季起多次出現神秘盒挑戰賽中獲得第一名的選手不用參加淘汰挑戰賽的優勢，等同保送至下一輪的比賽。

#### 淘汰挑戰賽
神祕盒挑戰賽結束後，在獲得第一名的選手選擇主要優勢後進行的比賽。在神秘盒挑戰賽中獲得第一名選手可以針對其他選手、自己及特別想淘汰的對手作出不同的優勢選擇，例如：食材、烹調時間等。
淘汰挑戰賽選手必須依照神祕盒挑戰賽獲得第一名的選手所挑選的條件烹調。與神祕盒挑戰賽不同的是，每一個選手都需要呈上所做的菜給評審們品嚐。在品嚐過後，評審們會選出符合標準的選手免於淘汰，其中出類拔萃者，更有可能會被任命為分組比賽的隊長。
另一方面，評審們也會選出烹調出最差的幾道菜式的選手們，並且淘汰最差的一名或數名。

#### 分組賽
在神秘盒挑戰賽及淘汰挑戰賽之後常見的比賽，最常出現於比賽選手人數是雙數的時候。通常是分成紅藍兩組進行比賽，輸的隊伍必須參加壓力測試，但於分組比賽過程中表現最慘不忍睹的隊長或隊員不論是哪一組也可能會直接遭到評審們淘汰。
隊長產生方式五花八門，可能是前一次淘汰挑戰賽中，成績最好的兩位選手，也可能是評審們隨機指定。隊員的分組方式也是多樣化，常見的是由隊長們交互選擇，但也有由隊員依個人喜好選擇隊長。一般來說分組結束之後就確定隊伍名單，但偶爾評審們也會作出左右大局的決定，例如：要求兩隊隊長交換幾名隊員，或交換隊長圍裙，領導對方選出的隊員。所以不到評審們作出最後決定，隊員們的名單其實是無法確定的。
分組賽是上山下海無所不在的比賽，但都以評審們指定的菜色為基礎，比賽結果主要是由節目邀請的嘉賓們品嚐完兩隊菜色後投票，但評審們的意向偶爾也會成為最終結果的組成要素。為了避免兩隊平手，嘉賓們的人數通常為單數。
嘉賓們投票的標準為憑自我的感覺，認為哪一組好吃就投給哪一組，而嘉賓們要注意的是不能投票給無法在限時內及時給予菜色給嘉賓們品嚐的隊伍。
分組賽的另一種形式，就是兩人團隊接力賽。兩人團隊接力賽由第3季開始引入，每季只會出現一次，比賽方式通常是需要兩人一組烹調一道指定菜式（通常是拼盤）。每組烹調時每次只能有一名選手進行，而另一名選手只能從旁觀看，當評審們叫交換時，兩人必須交換位置。

#### 壓力測試
雖然神祕盒挑戰賽結束後的淘汰挑戰賽也可以說是壓力測試的一種，但細分的話，分組比賽結束後的淘汰挑戰賽更可以説是壓力測試。分組比賽勝出的隊伍將不必接受壓力測試的考驗，但落敗隊伍的選手們則需要接受評審們於要求的時間內完成指定的題目，評審們並於時間結束後選出完整度最差的選手進行淘汰，由於測試時間極為短暫（通常時間設定在30－60分鐘），所以要求的專業技巧與難度較神秘盒挑戰賽和分組比賽爲高，因此被選手們視為難度最高也最不想參與的考試，透過壓力測試，評審們可進一步了解各選手們面對突如其來的挑戰時，各選手們的應變能力與烹調技巧是否具有專業廚師的特質。隨著比賽的進度，每季最後第1-2次的壓力測試一般需要選手們同時烹調3道菜式，而這類壓力測試往往會連評審們都覺得困難同難以完成。

#### 名廚挑戰
評審們示範從主題食材的處理方法是如何達成，然後選手們以自己的方法處理完成後給予評審們評核。因為食材的處理方法都是由選手們自行處理，因此評分時食材的清潔度、完整度、是否浪費食材等也會納入評核標準(例如：羊排的肋骨是否剔肉乾淨、取出蟹肉是否夾雜碎蟹殼、片下魚肉是否有多餘的肉殘留在骨架上等)。最後評審們會選出最差的幾名選手進入壓力測試。

### 準決賽
三位選手們依序挑選三種主題食材，之後再到食材庫內拿取所需要的其他輔助食材，特別的是拿取食材的當下就要確定所有材料，如果烹調過程中臨時發現有遺漏是不可回去食材庫拿取的，唯允許在比賽時對賽選手三方之間的相互給予，但其他兩方的對賽選手有權不給予。

### 決賽
剩下兩名比賽選手各分別自行設計出由頭盤至甜品的三道菜式呈現給評審們，每道菜式均會影響比賽最終結果。當最後的甜品品嚐完後評審們會要求兩位選手退至主烹調室，然後由評審們在決賽品嚐廳內商討後再出來宣布冠軍。

## 季度
| 季數 | 季數 | 集數 | 首播期間      | 首播期間      | 入圍人數 | 優勝者              | 亞軍                                 | 評判1       | 評判2         | 評判3           |
| 季數 | 季數 | 集數 | 首映          | 季終          | 入圍人數 | 優勝者              | 亞軍                                 | 評判1       | 評判2         | 評判3           |
| ---- | ---- | ---- | ------------- | ------------- | -------- | ------------------- | ------------------------------------ | ----------- | ------------- | --------------- |
|      | 1    | 13   | 2010年7月27日 | 2010年10月2日 | 14       | 惠特妮·米勒         | 大衛·米勒                            | 戈登·拉姆齊 | 葛拉漢·艾略特 | 喬·巴斯提亞尼許 |
|      | 2    | 20   | 2011年6月6日  | 2011年8月16日 | 18       | 珍妮佛·貝姆         | 阿德里安·涅托                        | 戈登·拉姆齊 | 葛拉漢·艾略特 | 喬·巴斯提亞尼許 |
|      | 3    | 20   | 2012年6月4日  | 2012年9月10日 | 18       | 克莉絲汀·夏         | 約書亞·馬克斯†                       | 戈登·拉姆齊 | 葛拉漢·艾略特 | 喬·巴斯提亞尼許 |
|      | 4    | 25   | 2013年5月22日 | 2013年9月11日 | 19       | 盧卡·曼菲           | Natasha Crnjac                       | 戈登·拉姆齊 | 葛拉漢·艾略特 | 喬·巴斯提亞尼許 |
|      | 5    | 19   | 2014年5月16日 | 2014年9月15日 | 22       | 寇特妮·拉普雷西     | 伊麗莎白·考維爾                      | 戈登·拉姆齊 | 葛拉漢·艾略特 | 喬·巴斯提亞尼許 |
|      | 6    | 20   | 2015年5月20日 | 2015年9月16日 | 22       | 克勞蒂亞·桑多瓦爾   | 德瑞克·佩茲                          | 戈登·拉姆齊 | 葛拉漢·艾略特 | 克里絲蒂娜·托西 |
|      | 7    | 19   | 2016年6月1日  | 2016年9月14日 | 20       | 蕭恩·歐尼爾         | 大衛·威廉斯 布蘭蒂·穆德              | 戈登·拉姆齊 | 嘉賓評委      | 克里絲蒂娜·托西 |
|      | 8    | 21   | 2017年5月31日 | 2017年9月20日 | 20       | Dino Angelo Luciano | Eboni Henry、Jason Wang              | 戈登·拉姆齊 | 亞倫·桑切斯   | 克里絲蒂娜·托西 |
|      | 9    | 23   | 2018年5月30日 | 2018年9月19日 | 24       | Gerron Hurt         | Ashley Mincey、Cesar Cano            | 戈登·拉姆齊 | 亞倫·桑切斯   | 喬·巴斯提亞尼許 |
|      | 10   | 25   | 2019年5月29日 | 2019年9月18日 | 20       | Dorian Hunter       | Sarah Faherty                        | 戈登·拉姆齊 | 亞倫·桑切斯   | 喬·巴斯提亞尼許 |
|      | 11   | 18   | 2021年6月2日  | 2021年9月15日 | 15       | Kelsey Murphy       | Autumn Moretti、Suu Khin             | 戈登·拉姆齊 | 亞倫·桑切斯   | 喬·巴斯提亞尼許 |
|      | 12   | 20   | 2022年5月25日 | 2022年9月14日 | 20       | Dara Yu             | Christian Green、Michael Silverstein | 戈登·拉姆齊 | 亞倫·桑切斯   | 喬·巴斯提亞尼許 |
|      | 13   | 20   | 2023年5月24日 | 2023年9月20日 | 20       | Grant Gillon        | Jennifer Maune、Kennedy U            | 戈登·拉姆齊 | 亞倫·桑切斯   | 喬·巴斯提亞尼許 |
|      | 14   | 19   | 2024年5月29日 | 2024年9月18日 | 20       | Michael Leonard     | Becca Gibb、Kamay Lafalaise          | 戈登·拉姆齊 | 亞倫·桑切斯   | 喬·巴斯提亞尼許 |

1. ↑  客席評審輪流由桑切斯、沃夫甘·柏克（英语：Wolfgang Puck）、愛德華·李、凱文·斯布拉加、理查·布萊斯（英语：Richard Blais）和丹尼爾·布魯德（英语：Daniel Boulud）擔任
2. ↑  本季賽事為傳奇版
3. ↑  本季原定在2020年3月中拍攝，但因遭遇COVID-19的疫情而暫停拍攝，延期一年後恢復製作，並於2021年6月2日播出
4. ↑  本季賽事為回歸季特別版，邀請歷季最有才華、最令人難忘的家廚再次回歸參賽以爭奪冠軍頭銜